# Frank Kelly
Frank Kelly, geboren als Francis O'Kelly, (Blackrock nabij Dublin, 28 december 1938 – 28 februari 2016) was een Iers acteur.

## Levensloop en carrière
Kelly werd geboren in 1938 als zoon van cartoonist Charles E. Kelly (1902-1981). Kelly's eerste film was een kleine rol in The Italian Job. In de jaren 70 speelde hij vooral in televisieseries. Zijn bekendste rol was die van pastoor Jack Hackett in de serie Father Ted, die liep van 1995 tot 1998.
In 1982 bracht hij de kerstsingle "Christmas Countdown" uit en behaalde daarmee de Britse hitlijsten en een optreden in Top of the Pops.
In 2015 kwam zijn biografie "The Next Gig" uit.
Kelly had de laatste jaren van zijn leven de ziekte van Parkinson en overleed op 28 februari 2016 op 77-jarige leeftijd, exact 18 jaar na zijn medehoofdrolspeler Dermot Morgan uit Father Ted.

## Filmografie (selectie)
- The Italian Job, 1969
- Father Ted, 1995-1998